# جمهورية فنزويلا الأولى
كانت جمهورية فنزويلا الأولى (بالإسبانية: Primera República de Venezuela) أول حكومة مستقلة لفنزويلا، وقد استمرت من 5 يوليو 1811 إلى 25 يوليو 1812. بدأت فترة الجمهورية الأولى بالإطاحة بالسلطات الاستعمارية الإسبانية وبإنشاء المجلس العسكري في 19 أبريل 1810، الذي بدأ حرب الاستقلال الفنزويلية، وانتهت باستسلام القوات الجمهورية إلى الكابتن الإسباني دومينغو دي مونتيفيردي. أعلن مؤتمر فنزويلا استقلال الأمة في 5 يوليو 1811، وكُتب في وقت لاحق دستورًا لذلك. وبقيامها بذلك، تعتبر فنزويلا أول مستعمرة أمريكية إسبانية تعلن استقلالها.

## التاريخ

### الخلفية
مهدت عدة أحداث أوروبية الطريق لإعلان فنزويلا استقلالها. لم تُضعف الحروب النابليونية في أوروبا القوة الإمبراطورية الإسبانية فحسب، بل وضعت بريطانيا بشكل غير رسمي بجانب حركة الاستقلال. في مايو 1808، طلب نابليون وتلقى تنازل فيرناندو السابع وتأكيد تنازل والده كارلوس الرابع عن العرش قبل بضعة أشهر. ثم جعل نابليون شقيقه جوزيف بونابرت، ملكًا لإسبانيا. كانت تلك بداية حرب الاستقلال الإسبانية من الهيمنة الفرنسية والاحتلال الجزئي، قبل أن تبدأ حروب الاستقلال الأمريكية الإسبانية. كانت النقطة المحورية للمقاومة السياسية الإسبانية هي المجلس العسكري الأعلى، الذي شكل نفسه للحكم باسم فرديناند، والذي نجح في الحصول على ولاء عدة مجالس محلية وبلدية تشكلت في جميع أنحاء إسبانيا في أعقاب الغزو الفرنسي. وبالمثل، فقد كانت هناك محاولات مختلفة لإنشاء المجلس العسكري في فنزويلا خلال عامي 1809 و1810، والتي اتخذت شكل كل من الطلبات القانونية والعامة إلى الرئيس العام والمؤامرات السرية للإطاحة السلطات. كانت أول هزيمة كبرى تعرضت لها فرنسا النابليونية في معركة بايلن في الأندلس. (في هذه المعركة، قاتل بابلو موريلو، القائد المستقبلي للجيش الذي غزا غرناطة الجديدة وفنزويلا؛ وإيمتريو أورينا، وهو ضابط مناهض للاستقلال في فنزويلا؛ وخوسيه دي سان مارتين، محرّر الأرجنتين وتشيلي المستقبلي، إلى جانب بعضهم ضد الجنرال الفرنسي بيار دوبون.) ومع هذا الانتصار، سرعان ما عكس الموقف نفسه وتقدم الفرنسيون إلى جنوب إسبانيا واضطرت الحكومة الإسبانية للتراجع إلى جزيرة قادس. وفي قادس، حل المجلس العسكري الأعلى نفسه وأسس مجلس وصاية على العرش مكون من خمس أشخاص للتعامل مع شؤون الدولة حتى تنعقد المحاكم العامة.

### التأسيس

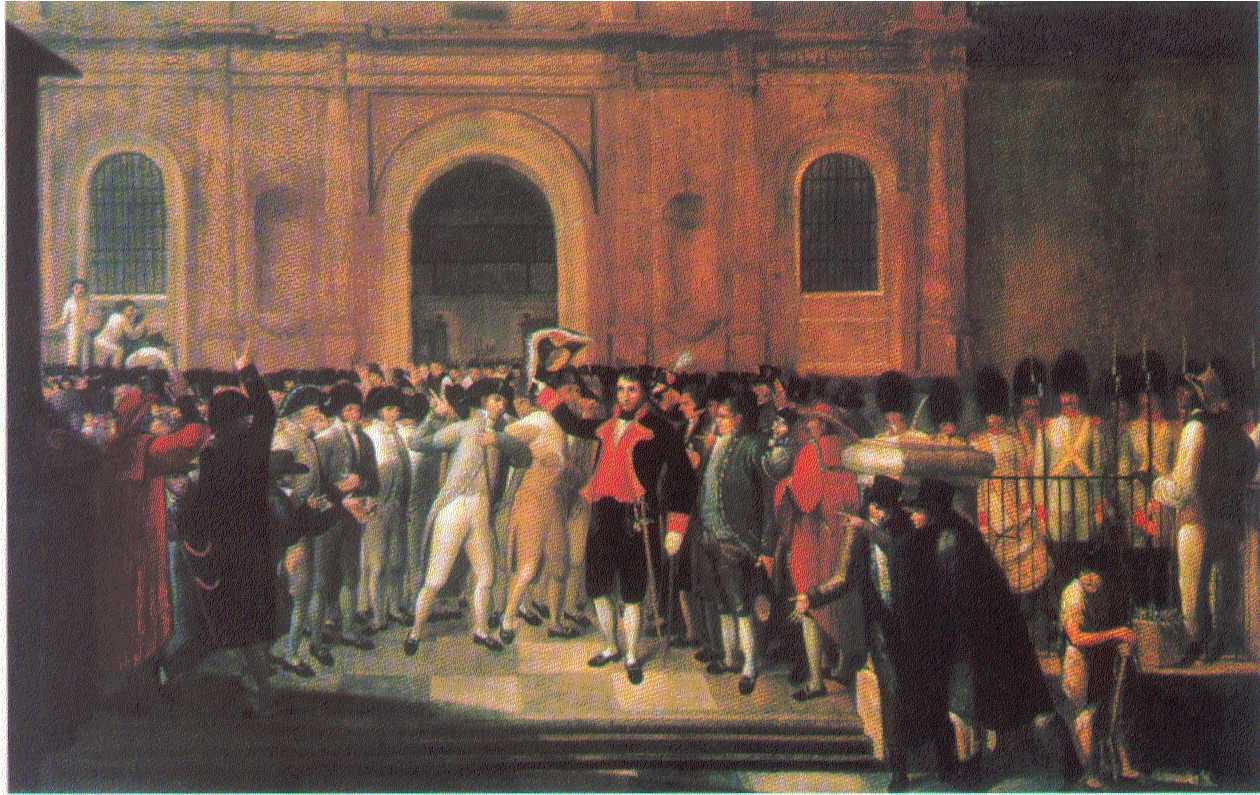
19 من أبريل. خوان لوفيرا (1835). رسم لوفيرا هذا المشهد من الذاكرة. إيمباران (بالزي الأسود مع التلبيب الأحمر) على خطوات الكاتدرائية محاطًا بأعضاء بارزين من الحشد الذي قاده إلى الكابيلدو (المجلس البلدي). (القصر التشريعي الاتحادي، كراكاس).

في 18 أبريل 1810، وصل عملاء من الوصاية الإسبانية إلى مدينة كراكاس. بعد اضطراب سياسي كبير، أعلن النبلاء المحليون جلسة استماع مفتوحة غير عادية للكابيلدو (المجلس البلدي)، تقرر عقدها صباح يوم 19 أبريل، خميس الأسرار. في ذلك اليوم، تولت حكومة بلدية كاراكاس السلطة باسم فيرناندو السابع، مطلقة على نفسها اسم المجلس العسكري الأعلى للحفاظ على حقوق فيرناندو السابع، وبالتالي خلعت الرئيس العام فيسنتي إمباران والمسؤولين الاستعماريين الآخرين.
بدأ هذا عملية من شأنها أن تؤدي إلى إعلان الاستقلال عن إسبانيا. وبعد فترة وجيزة من 19 أبريل، أنشأت العديد من المقاطعات الفنزويلية الأخرى مجالس عسكرية، والتي اعترفت معظمها بمنطقة كاراكاس (مع أن القليل منها اعترف بمجلس الوصاية في إسبانيا والمجلس العسكري في كاراكاس). لا تزال هناك مناطق أخرى لم تقم بتأسيس مجالس عسكرية، بل احتفظت بسلطاتها الثابتة واستمرت في الاعتراف بالحكومة في إسبانيا. أدى هذا الوضع بالتالي إلى حرب أهلية بين الفنزويليين الذين كانوا يؤيدون المجلس العسكري الجديد المتمتع بالحكم الذاتي والآخرين الذين ظلوا موالين للتاج الأسباني. دعا المجلس العسكري في كاراكاس إلى عقد مؤتمر للمحافظات الفنزويلية بدأ اجتماعه في مارس التالي، في ذلك الوقت حل المجلس العسكري نفسه. أنشأ الكونغرس حكمًا ثلاثيًا للتعامل مع المهام التنفيذية للمحافظات الداعمة.
بعد فترة وجيزة من إنشاء المجالس العسكرية، عاد المهاجر الفنزويلي فرانسيسكو دي ميراندا إلى وطنه مستغلًا المناخ السياسي المتغير بسرعة. لقد كان شخصًا غير مرغوب فيه منذ محاولته الفاشلة لتحرير فنزويلا في عام 1806. تم انتخاب ميراندا للكونغرس وبدأ التحريض من أجل الاستقلال وجمع من حوله عددًا من الأفراد ذوي الأفكار المتشابهة، الذين شكلوا جمعية، على غرار نادي اليعاقبة، للضغط على الكونغرس. تم إعلان الاستقلال رسميًا في 5 يوليو 1811. أنشأ الكونغرس اتحادًا كونفدراليًا يسمى كونفيدرالية فنزويلا الأمريكية في إعلان الاستقلال، والذي أُشير إليه بشكل مختلف باسم ولايات فنزويلا (في الجملة الافتتاحية) وبعد ذلك الولايات المتحدة الفنزويلية، وكونفيدرالية فنزويلا الأمريكية في الدستور، الذي صاغ أغلبه المحامي خوان جيرمان روسكيو، والذي صدق عليه في 21 ديسمبر 1811. أنشأ الدستور هيئة تشريعية قوية من مجلسين، وكما حدث في غرناطة الجديدة المجاورة، أبقى الكونغرس السلطة التنفيذية الضعيفة التي تتكون من ثلاثية. لم تكن هذه الحكومة سارية المفعول لفترة طويلة، حيث أن المقاطعات (المشار إليها باسم الولايات في الدستور) لم تنفذها بالكامل. كما كتبت المقاطعات دساتيرها الخاصة، وهو حق أقره الكونغرس.

### الحرب الاهلية والتفكيك
ومع أن الكونغرس أعلن الاستقلال، ظلت محافظات ماراكايبو وغويانا ومنطقة كورو ظلت موالية للمجلس العسكري الأعلى لإسبانيا ومجلس قادس الذي تبعتهم. ادعى الاتحاد الجديد الحق في الحكم على أراضي الرئيس العام السابق، وانخرطت المنطقة في حرب أهلية كاملة بحلول عام 1810 مع اندلاع القتال بين المناطق الملكية والجمهورية. وفي نوفمبر، هُزمت بعثة عسكرية من كاراكاس حاولت إعادة كورو إلى سيطرتها. لم يكن لدى مجلس كاراكاس العسكري، الذي استمر في حكم مقاطعة كاراكاس، الكثير من السلطة في الاتحاد المُعلن حديثًا، وواجه صعوبة في الحصول على الإمدادات والتعزيزات من المقاطعات الكونفدرالية الأخرى. لقد قاد شعب الكريولو الاتحاد، ولكنه لم يكن قادرًا على جذب الطبقات الدنيا، رغم المحاولات للقيام بذلك، بسبب تدهور الحالة الاقتصادية. وبعد أن فُصلت فنزويلا عن إسبانيا، خسرت السوق أمام صادراتها الرئيسية وهي الكاكاو. ونتيجةً لذلك، عانت فنزويلا من خسائر فادحة في العملة المسكوكة، واستخدمتها في شراء اللوازم التي تشتد الحاجة إليها من شركائها التجاريين الجدد، مثل البريطانيين والأمريكيين، الذين لم يتمكنوا من أخذ الإنتاج الكامل للمنتجات الزراعية كدفعة. لجأت الحكومة الاتحادية إلى طباعة النقود الورقية لسداد ديونها مع الفنزويليين، لكن النقود الورقية سرعان ما فقدت قيمتها، مما جعل الكثيرين ضد الحكومة.
في عام 1812، بدأ الاتحاد يعاني من الانتكاسات العسكرية الخطيرة، ومنحت الحكومة ميراندا قيادة الجيش وقيادة الاتحاد. لقد ضرب زلزال قوي فنزويلا في 26 مارس 1812، الذي كان أيضًا يوم خميس الأسرار، وتسبب في أضرار وقع أغلبها في المناطق الجمهورية، مما ساعد أيضا في تحويل السكان ضد الجمهورية. منذ ذلك الحين، تم إنشاء مجلس كاراكاس العسكري يوم خميس الأسرار، وقع الزلزال في الذكرى السنوية الثانية له في التقويم الليتورجي. وقد فسر الكثيرون هذا على أنه علامة من العناية الإلهية، وبدأ الكثيرون، بمن فيهم أولئك الموجودون في الجيش الجمهوري، بالتآمر سرًا ضد الجمهورية أو الخلل التام. رفضت المقاطعات الأخرى إرسال تعزيزات إلى مقاطعة كاراكاس. والأسوأ من ذلك، بدأت المحافظات بأكملها في بتغيير تحالفاتها. في 4 يوليو، تسببت انتفاضة في تحويل برشلونة إلى الجانب الملكي. رفضت كومانا المجاورة، المنعزلة الآن عن المركز الجمهوري، الاعتراف بالسلطات الديكتاتورية لميراندا وتعيينه قائدًا عامًا. وبحلول منتصف الشهر، انشقت عدد من المناطق نائية في مقاطعة كومانا إلى الملكيين.
استفاد من هذه الظروف قائد الفرقاطة البحرية الإسبانية دومينغو مونتيفيردي، ومقره في كورو، حيث تمكن من تحويل قوة صغيرة تحت قيادته إلى جيش كبير، كما انضم إليه الشعب في تقدمه نحو بلنسية. بقي ميراندا مسؤولًا عن مساحة صغيرة فقط من وسط فنزويلا. في ظل هذه الظروف العصيبة، عينت الحكومة الجمهورية ميراندا جنراليسيمو (قائدًا عامًا)، بسلطات سياسية واسعة. وبحلول منتصف شهر يوليو، استحوذ مونتيفيردي على بلنسية، واعتقد ميراندا أن الوضع كان ميئوسًا منه وبدأ المفاوضات مع مونتيفيردي. في 25 يوليو 1812، أنهى ميراندا ومونتيفيردي استسلامًا تعترف فيه المناطق الجمهورية السابقة بمجلس قادس الأسباني. انتهت الجمهورية الأولى. فيما دخلت قوات مونتيفيردي كاراكاس في 1 أغسطس.

## المحافظات
1. مقاطعة ميريدا
2. مقاطعة تروخيو
3. محافظة فنزويلا
4. مقاطعة باريناس
5. مقاطعة برشلونة
6. مقاطعة كومانا
7. مقاطعة مارغريتا

## قائمة المراجع
باللغة الإنجليزية:
- Lynch, John. The Spanish American Revolutions, 1808–1821, 2nd ed. New York: W. W. Norton, 1986. (ردمك 0-393-09411-1)
- McKingley, P. Michael. Pre-Revolutionary Caracas: Politics, Economy, and Society, 1777–1811. Cambridge: Cambridge University Press, 1985. (ردمك 0-521-30450-4)
- Rodríguez O., Jaime E. The Independence of Spanish America. Cambridge: Cambridge University Press, 1998. (ردمك 0-521-62673-0)
- Stoan, Stephen K. Pablo Morillo and Venezuela, 1815–1820. Columbus: Ohio State University Press, 1959.

بالإسبانية:
- Fundación Polar. "Primera República", Diccionario de Historia de Venezuela, Vol. 3. Caracas: Fundacíon Polar, 1997. (ردمك 980-6397-37-1)
- Parra-Pérez, Caracciolo. Historia de la Primera República de Venezuela. Caracas: Biblioteca de la Academia Nacional de la Historia,1959.